# Йович, Божидар
Божидар Йович (хорв. Božidar Jović; род. 13 февраля 1972, Баня-Лука) — хорватский гандболист, игравший на позиции разыгрывающего, чемпион Олимпийских игр 1996 года, чемпион мира 2003 года. За свою карьеру выступал в командах Хорватии «Загреб» и «Карловац», а также за венгерский «Фотекс» из Веспрема.